# Dipoldismo
El formalmente denominado dipoldismo (alemán: Dippoldismus) es una parafilia que consiste en obtener placer sexual a partir de golpear o someter a castigos físicos a niños.
El término en cuestión fue acuñado a principios del siglo XX a partir del apellido de Andreas Dippold, quien trabajaba como un maestro de escuela alemán. Dippold, que era un presunto sádico sexual, en 1903 golpeó a su alumno Heinz Koch hasta la muerte.